# Maechidius tibialis
Maechidius tibialis är en skalbaggsart som beskrevs av Blackburn 1892. Maechidius tibialis ingår i släktet Maechidius och familjen Melolonthidae. Inga underarter finns listade i Catalogue of Life.